# Jan Bekler
Jan Bekler, Boeckler, Bochler herbu własnego – nadworny lekarz Stanisława Augusta Poniatowskiego, w nagrodę za leczenie króla nobilitowany w 1775.
Jan Bekler jako pierwszy lekarz w Warszawie rozpoczął szczepienia wirusem ospy krowiej przeciwko ospie prawdziwej.